# 3155 Лі
3155 Лі (3155 Lee) — астероїд головного поясу, відкритий 28 вересня 1984 року.
Тіссеранів параметр щодо Юпітера — 3,546.